# Cheilotrichia (Empeda) stigmatica
Cheilotrichia (Empeda) stigmatica is een tweevleugelige uit de familie steltmuggen (Limoniidae). De soort komt voor in het Nearctisch gebied.